# آنگوس مک اینتاش (بازیکن فوتبال)
آنگوس مک اینتاش (انگلیسی: Angus McIntosh; ۱ ژوئیهٔ ۱۸۸۴ – ۱۹۴۵ (۶۰−۶۱ سال)) بازیکن فوتبال بود.
از باشگاه‌هایی که در آن بازی کرده‌است می‌توان به باشگاه فوتبال بری اشاره کرد.